# Pont de l'Alagnonnette
Le Pont de l'Alagnonnette est un pont autoroutier français situé sur l'autoroute A75, dans le département du Cantal.

## Géographie
Situé au sud-est de la ville de Massiac, cet ouvrage d'art a été conçu pour permettre à l'autoroute A75 de franchir la rivière Alagnonnette et de descendre dans sa vallée. Il a été mis en service le 25 octobre 1991.

## Caractéristiques techniques
Le tablier est soutenu par des poutres d'acier en T de 9,75 mètres de large et 2,25 m de hauteur. La longueur totale du pont est de 198 m et la longueur des travées est de 46, 56,5 et 39 m. Le tablier est en béton, l'épaisseur de la dalle est de 0,30 m. Sa construction a nécessité l'utilisation de 815 tonnes d'acier de construction, 1 950 m3 de béton, 475 tonnes d'acier passif et une longueur totale de pieux de 870 m.